# Кубински крокодил
Кубинският крокодил (Crocodylus rhombifer) е малък вид крокодил, от семейство Крокодилови, срещащ се единствено в Куба откъдето произлиза и името му. Бил е разпространен повсеместно по Карибските острови, но постепенно е изтласкан до съвременния си ареал – блатата Запата и остров Исла де ла Хувентуд.
Този вид притежава множество интересни характеристики, отличаващи го от другите крокодили – светла окраска при възрастните индивиди, груба кожа с овални люспи, както и дълги, силни крайници. Това е вид, който, за разлика от останалите крокодили, прекарва повече време на сушата. Средният размер е около 2 m.

## Местообитание
Кубинският крокодил обитава сладководни басейни, като блата, тресавища и реки.

## Хранителни навици
Младите кубински крокодили се хранят предимно с риба, сладководни паякообразни и ракообразни. Възрастните нападат малки бозайници, големи риби и костенурки. Кубинските крокодили притежават относително силни и тъпи задни зъби, с помощта на които могат да разчупват черупки на костенурки и скелети на други животни. Кубинските крокодили притежават и техника на улавяне на плячката чрез скок, характерна за американския алигатор. За отскачане от водата голяма помощ оказва здравата и силна опашка.